# Mount Pelly
Mount Pelly är ett berg i Kanada.   Det ligger i territoriet Nunavut, i den norra delen av landet, 3 100 km nordväst om huvudstaden Ottawa. Toppen på Mount Pelly är 200 meter över havet.
Terrängen runt Mount Pelly är huvudsakligen platt. Mount Pelly är den högsta punkten i trakten. Trakten runt Mount Pelly är nära nog obefolkad, med mindre än två invånare per kvadratkilometer.. Närmaste större samhälle är Cambridge Bay, 15,9 km sydväst om Mount Pelly.
Trakten runt Mount Pelly består i huvudsak av gräsmarker.